# Dario D'Ambrosio
Dario D'Ambrosio (Napoli, 9 settembre 1988) è un ex calciatore italiano, di ruolo difensore.

## Biografia
Nato a Napoli il 9 settembre 1988, fin da piccolo ha seguito le orme del fratello gemello Danilo.

## Carriera
Insieme al fratello gemello Danilo, D'Ambrosio ha iniziato la sua carriera nelle giovanili della Salernitana, per poi passare alla primavera della Fiorentina. Nella stagione 2007-2008 passa alla Scafatese, in Serie C2. Nella stagione successiva si trasferisce al Lecco in Lega Pro Prima Divisione (ex Serie C1), siglando un contratto biennale.
Nel corso della stagione di Serie B 2008-09, firma un contrattatto con la Triestina, in prestito dal Lecco.
Nel giugno 2009 viene ingaggiato dal Chievo insieme al compagno Marcello Cottafava per un totale 760.000 euro che finiscono nelle casse della Triestina. Tuttavia con il Chievo trova poco spazio e risulta spesso fuori rosa.  Al termine della stagione, ritorna alla Triestina in prestito e successivamente nel gennaio 2010 viene riacquistato dal club.
Tuttavia non gioca nessuna partita con la Triestina e il club retrocede in Serie C,(poi successivamente riammesso in seguito all'esclusione dell'Ancona dalla Serie B).
Nel luglio 2012 viene ingaggiato dal Lumezzane.
Il 30 gennaio 2013 viene ingaggiato dal Lecce. Inizialmente trova poco spazio nella rosa, complice anche un infortunio che lo tiene diversi mesi lontano da campi.
Alla scadenza del contratto con i Leccesi, il 1º febbraio 2015 si trasferisce a titolo definitivo al Monza. Con i biancorossi collezione solo 7 presenze in campionato e 2 nei play-out, che portano il Monza alla retrocessione in Serie D.
Il 16 luglio 2015 firma un contratto biennale con il Siena.  Nello stesso anno si trasferisce in prestito al Bassano Calcio con un contratto inizialmente valido fino al 30 gennaio 2016.
Il 1 luglio 2016 D'Ambrosio fa ritorno al Siena.  A partire dalla stagione 2016-17 indossa in modo fisso la maglia numero 14, secondo il nuovo regolamento della Serie C.
Il 28 agosto 2020 firma un contratto biennale con la Sambenedettese.
L'8 agosto 2021 passa alla Viterbese con un contratto biennale.
Il 9 agosto 2022 D'Ambrosio si trasferisce alla Carrarese da giocatore svincolato frimando un contratto valido per un anno. Al termine della stagione non ottiene il rinnovo di contratto con i carrarini e resta svincolato.

## Statistiche

### Presenze e reti nei club
| Stagione         | Squadra          | Campionato       | Campionato | Campionato | Coppe nazionali | Coppe nazionali | Coppe nazionali | Coppe continentali | Coppe continentali | Coppe continentali | Altre coppe | Altre coppe | Altre coppe | Totale | Totale |
| Stagione         | Squadra          | Comp             | Pres       | Reti       | Comp            | Pres            | Reti            | Comp               | Pres               | Reti               | Comp        | Pres        | Reti        | Pres   | Reti   |
| ---------------- | ---------------- | ---------------- | ---------- | ---------- | --------------- | --------------- | --------------- | ------------------ | ------------------ | ------------------ | ----------- | ----------- | ----------- | ------ | ------ |
| 2007-2008        | Scafatese        | C2               | 12         | 0          | CI-C            | 0               | 0               | -                  | -                  | -                  | -           | -           | -           | 12     | 0      |
| 2008-2009        | Lecco            | 1D               | 32+1       | 2          | CI-LP           | 0               | 0               | -                  | -                  | -                  | -           | -           | -           | 33     | 2      |
| 2009-2010        | Triestina        | B                | 4          | 0          | CI              | 2               | 0               | -                  | -                  | -                  | -           | -           | -           | 6      | 0      |
| 2010-2011        | Triestina        | B                | 37         | 0          | CI              | 1               | 0               | -                  | -                  | -                  | -           | -           | -           | 38     | 0      |
| 2011-2012        | Triestina        | 1D               | 21         | 1          | CI+CI-LP        | 3+0             | 0               | -                  | -                  | -                  | -           | -           | -           | 24     | 1      |
| Totale Triestina | Totale Triestina | Totale Triestina | 62         | 1          |                 | 6               | 0               |                    | -                  | -                  |             | -           | -           | 68     | 1      |
| 2012-gen. 2013   | Lumezzane        | 1D               | 18         | 3          | CI+CI-LP        | 2+1             | 0               | -                  | -                  | -                  | -           | -           | -           | 21     | 3      |
| gen.-giu. 2013   | Lecce            | 1D               | 5+1        | 0+1        | CI+CI-LP        | 0+1             | 0               | -                  | -                  | -                  | -           | -           | -           | 7      | 1      |
| 2013-2014        | Lecce            | 1D               | 18         | 1          | CI+CI-LP        | 1+1             | 0               | -                  | -                  | -                  | -           | -           | -           | 20     | 1      |
| 2014-feb. 2015   | Lecce            | LP               | 2          | 0          | CI+CI-LP        | 0+1             | 0               | -                  | -                  | -                  | -           | -           | -           | 3      | 0      |
| Totale Lecce     | Totale Lecce     | Totale Lecce     | 25+1       | 1+1        |                 | 4               | 0               |                    | -                  | -                  |             | -           | -           | 30     | 2      |
| feb.-giu. 2015   | Monza            | LP               | 7+2        | 0          | CI+CI-LP        | -               | -               | -                  | -                  | -                  | -           | -           | -           | 9      | 0      |
| 2015-gen. 2016   | Siena            | LP               | 12         | 0          | CI-LP           | 0               | 0               | -                  | -                  | -                  | -           | -           | -           | 12     | 0      |
| gen.-giu. 2016   | Bassano          | LP               | 10         | 1          | CI+CI-LP        | -               | -               | -                  | -                  | -                  | -           | -           | -           | 10     | 1      |
| 2016-2017        | Siena            | LP               | 29         | 2          | CI+CI-LP        | 1+0             | 0               | -                  | -                  | -                  | -           | -           | -           | 30     | 2      |
| 2017-2018        | Siena            | C                | 32+3       | 1          | CI-C            | 1               | 0               | -                  | -                  | -                  | -           | -           | -           | 36     | 1      |
| 2018-2019        | Siena            | C                | 28+1       | 2          | CI+CI-C         | 0               | 0               | -                  | -                  | -                  | -           | -           | -           | 29     | 2      |
| 2019-2020        | Siena            | C                | 27+1       | 1+1        | CI +CI-C        | 1+0             | 0               | -                  | -                  | -                  | -           | -           | -           | 29     | 2      |
| Totale Siena     | Totale Siena     | Totale Siena     | 128+5      | 6+1        |                 | 3               | 0               |                    | -                  | -                  |             | -           | -           | 136    | 7      |
| 2020-2021        | Sambenedettese   | C                | 35+1       | 1          | CI              | 0               | 0               | -                  | -                  | -                  | -           | -           | -           | 36     | 1      |
| 2021-2022        | Viterbese        | C                | 35+2       | 5          | CI-C            | 3               | 0               | -                  | -                  | -                  | -           | -           | -           | 40     | 5      |
| 2022-2023        | Carrarese        | C                | 28+1       | 3          | CI-C            | 0               | 0               | -                  | -                  | -                  | -           | -           | -           | 29     | 3      |
| Totale carriera  | Totale carriera  | Totale carriera  | 405        | 25         |                 | 19              | 0               |                    | -                  | -                  |             | -           | -           | 424    | 25     |